# Wiederschwing, Reichenau
Wiederschwing je naselje v Občini Reichenau v Okraju Trg na Koroškem v Avstriji.